# 6月9日
6月9日（ろくがつここのか）は、グレゴリオ暦で年始から160日目（閏年では161日目）にあたり、年末まであと205日ある。

## できごと

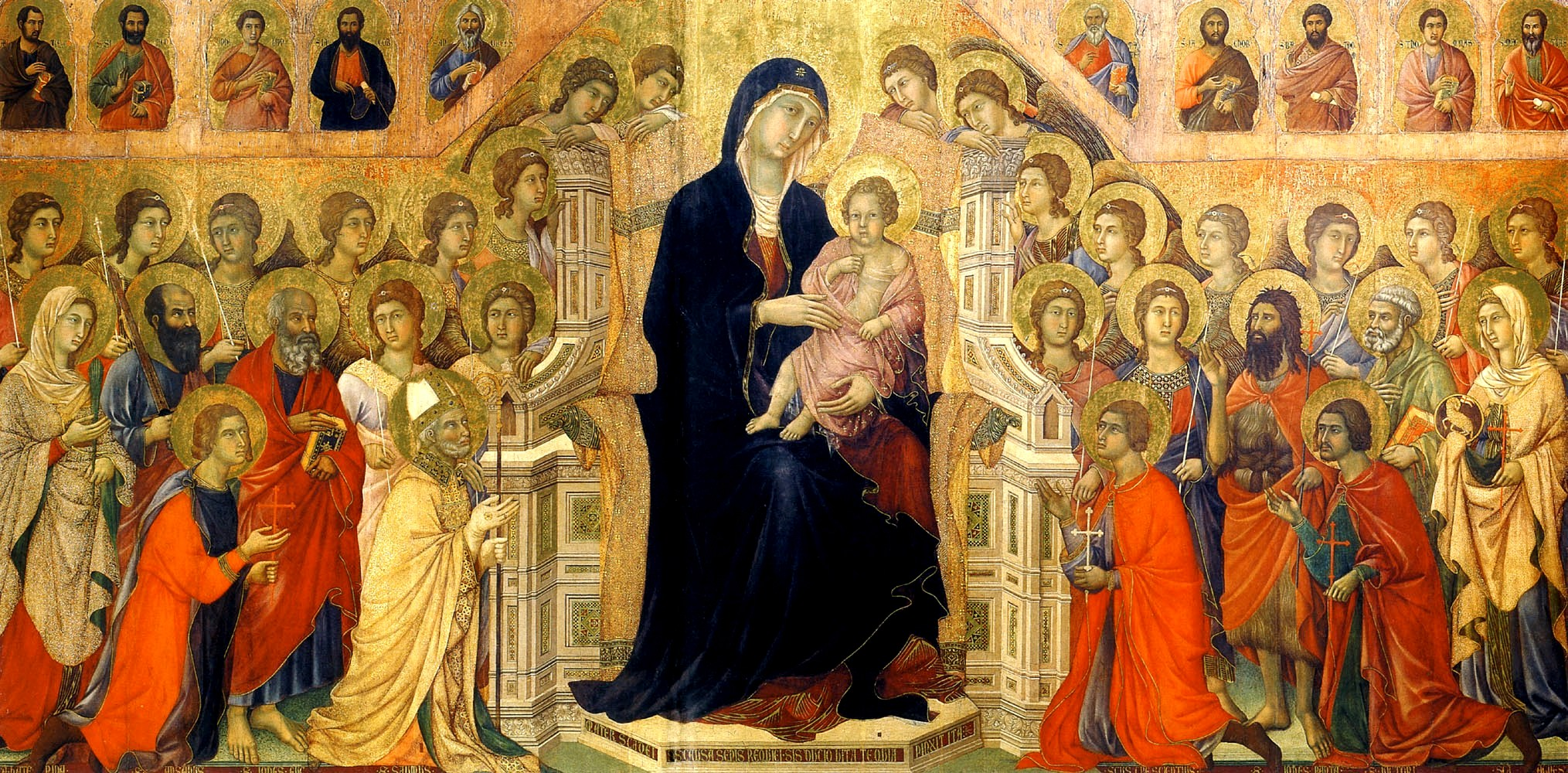
ドゥッチョ・ディ・ブオニンセーニャの壁画『マエスタ』公開(1310)

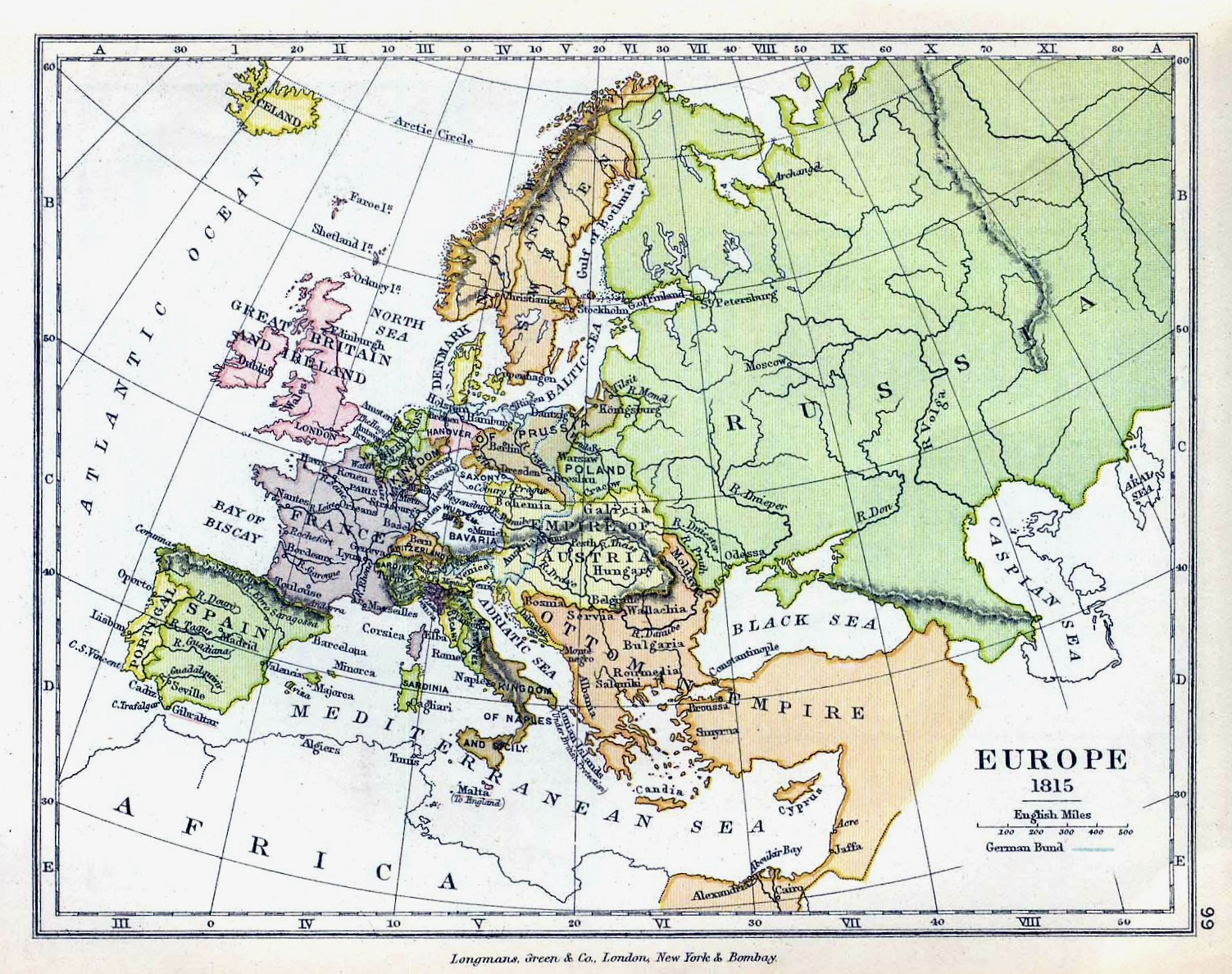
ウィーン議定書締結(1815)。ウィーン体制（画像）はじまる。

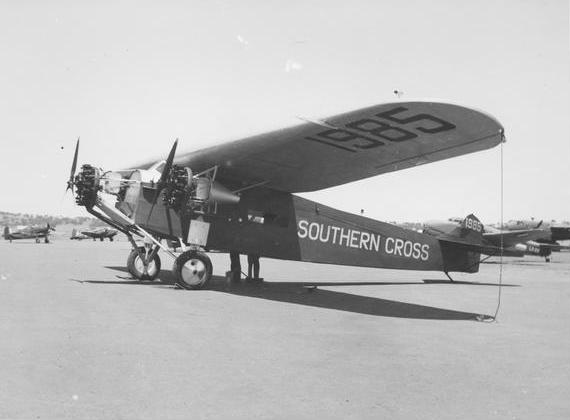
チャールズ・キングスフォード・スミス、アメリカからオーストラリアまでの太平洋横断飛行に成功(1928)

第三次中東戦争、イスラエルがゴラン高原を占拠(1964)

- 53年 - 後にローマ皇帝となるネロがオクタウィアと結婚[1]。
- 62年 - ローマ皇帝ネロの最初の妻だったオクタウィアが処刑される[2]。
- 68年 - ローマ皇帝ネロが自殺する[3]。
- 1281年（弘安4年5月21日） - 元寇: 壱岐・対馬に高麗の兵船が襲来。弘安の役の始まり。
- 1312年 - シエナ大聖堂で、ルネサンス初期を代表する絵画であるドゥッチョ・ディ・ブオニンセーニャの壁画『マエスタ（英語版）』が公開される。
- 1534年 - 探検家ジャック・カルティエが、ヨーロッパ人として初めてセントローレンス川に到達。
- 1648年（慶安元年4月18日） - 天海による日本初の木活字による経典『大蔵経（寛永寺版）』が完成。
- 1796年（寛政8年5月4日） - 油屋騒動。
- 1815年 - ウィーン会議が終了。ウィーン議定書を締結し、ナポレオン戦争後のヨーロッパの新しい国際秩序ウィーン体制が始まる。
- 1863年 - 南北戦争: ブランディ・ステーションの戦い。
- 1865年（慶応元年5月16日） - 第二次長州征討: 将軍徳川家茂が江戸を出発。
- 1877年 - 立志社の片岡健吉らが国会開設の建白書を提出するが不受理となる。
- 1885年 - 天津条約: 清とフランスが停戦協定を締結。1884年の天津停戦協定に定められたコーチシナ・トンキンのフランスによる植民地化を容認。
- 1887年 - 東京浜町の待合の女将・花井お梅が使用人・八杉峰三郎を刺殺。流行歌「明治一代女」などのモデルとなる。
- 1887年（光緒13年） - 台湾の鉄道: 台北で、台湾初の鉄道の起工が宣言される。
- 1898年 - イギリスが清と展拓香港界址專條（Convention for the Extension of Hong Kong Territory）を締結。イギリスが、香港の新界（九龍半島北部）について、同年7月1日から99年間の租借権を獲得した。
- 1915年 - ウィリアム・ジェニングス・ブライアンがアメリカ合衆国国務長官を辞任。ドイツによる客船ルシタニア号撃沈の際の対独方針について、ウッドロウ・ウィルソン大統領と見解を異にしたため。
- 1923年 - ブルガリアで軍事クーデター。首相のアレクサンダル・スタンボリイスキらが失脚。
- 1928年 - チャールズ・キングスフォード・スミスがアメリカからオーストラリアまでの太平洋横断飛行に成功。
- 1934年 - ドナルドダックがアニメーション映画『かしこいメンドリ』で初登場。
- 1938年 - 日中戦争: 黄河決壊事件。
- 1944年 - 第二次世界大戦・継続戦争: ソ連がフィンランドへの再攻勢を開始。
- 1945年 - 第二次世界大戦・日本本土空襲: 熱田空襲。従業員や動員学徒1,045人が死亡。
- 1946年 - ラーマ8世の崩御により、弟のラーマ9世がタイ国王に即位。
- 1949年 - 労働組合による国電ストライキ[4]。
- 1950年 - 信越本線・熊ノ平駅で土砂崩れ。死者50人。
- 1951年 - 中尊寺金色堂ほか36件の建造物が、国宝に指定される。第2次世界大戦後初の国宝指定。
- 1952年 - 日本国とインドとの間の平和条約調印。
- 1957年 - 世界12番目の高峰ブロード・ピークにマーカス・シュマック率いるオーストリア登山隊が初登頂。
- 1959年 - 米海軍の原子力潜水艦「ジョージ・ワシントン」が進水。
- 1967年 - 第三次中東戦争: イスラエルがシリアのゴラン高原を占拠。
- 1973年 - アメリカの競走馬セクレタリアトがアメリカクラシック三冠を達成。
- 1974年 - ポルトガルとソビエト連邦が国交を結ぶ。
- 1975年 - フィリピンが中華人民共和国と国交を結び中華民国と断交する。
- 1993年 - 皇太子徳仁親王と小和田雅子の結婚の儀[5]。
- 1995年 - 衆議院で歴史を教訓に平和への決意を新たにする決議（戦後50年決議）を採択。
- 2002年 - サッカー日本代表が、FIFAワールドカップで1-0でロシアに勝ち、ワールドカップ初勝利。
- 2006年 - FIFAワールドカップがドイツで開幕。
- 2018年 - 新幹線無差別殺傷事件が発生[6]。
- 2019年 - 香港政府の「逃亡犯条例」改正案に反対する大規模デモが香港で行われる[7]。
- 2021年 - 韓国光州広域市で解体中の5階建て建物が崩壊。現場に差し掛かったバスが巻き込まれ乗客9人が死亡、8人が重傷[8]。

## 誕生日

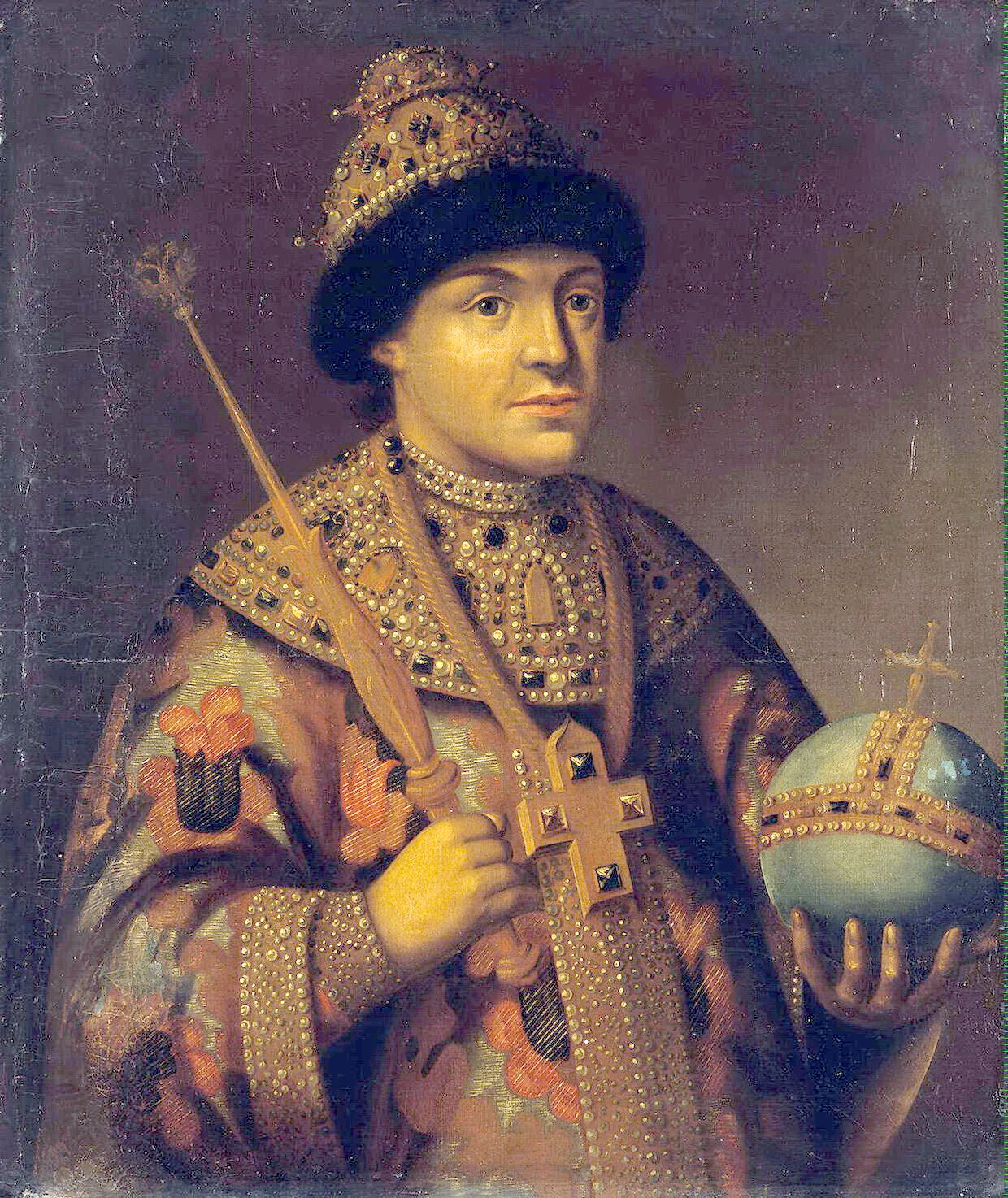
モスクワ・ロシアのツァーリ、フョードル3世(1661-1682)誕生。

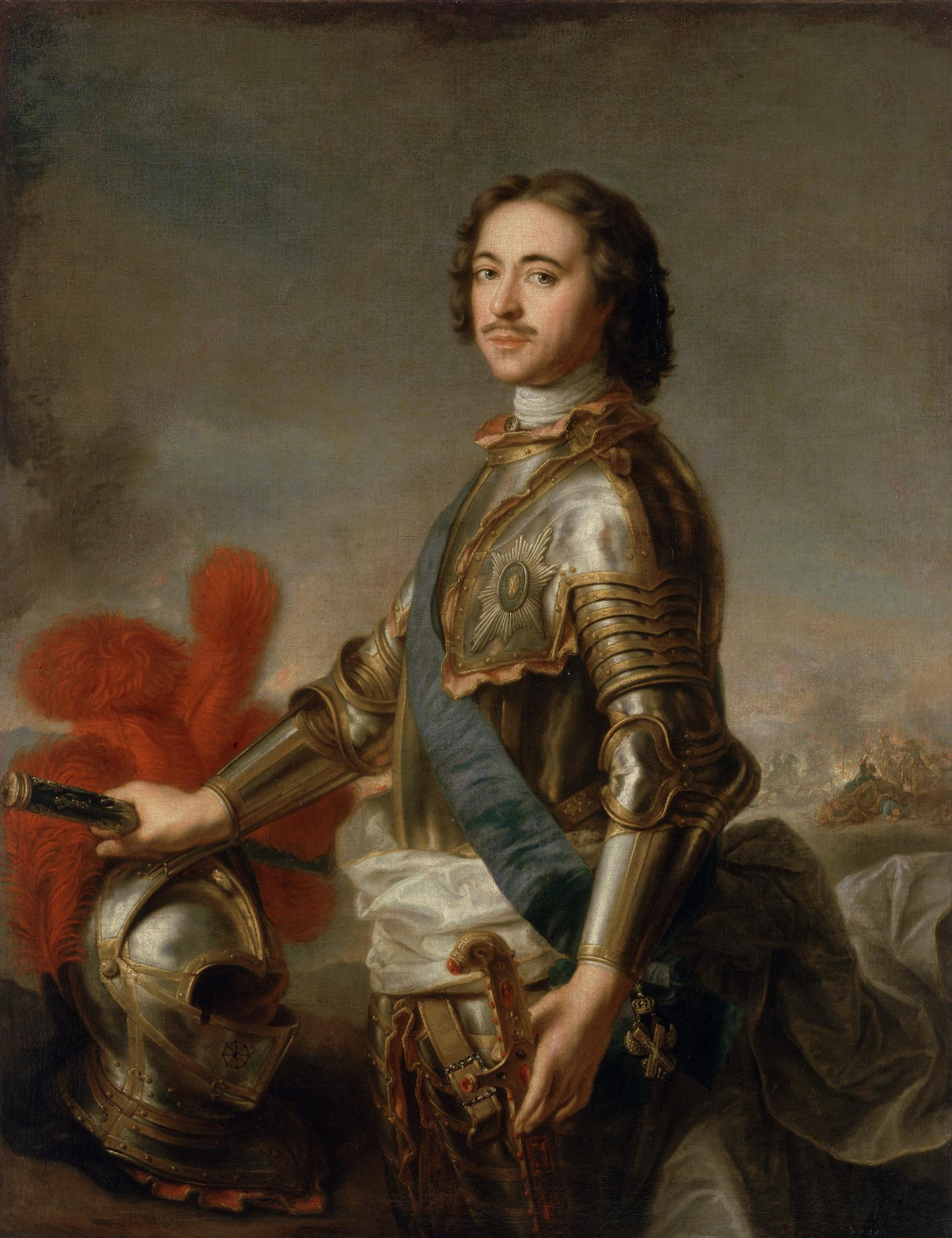
初代ロシア皇帝、ピョートル1世(1672-1725)誕生。

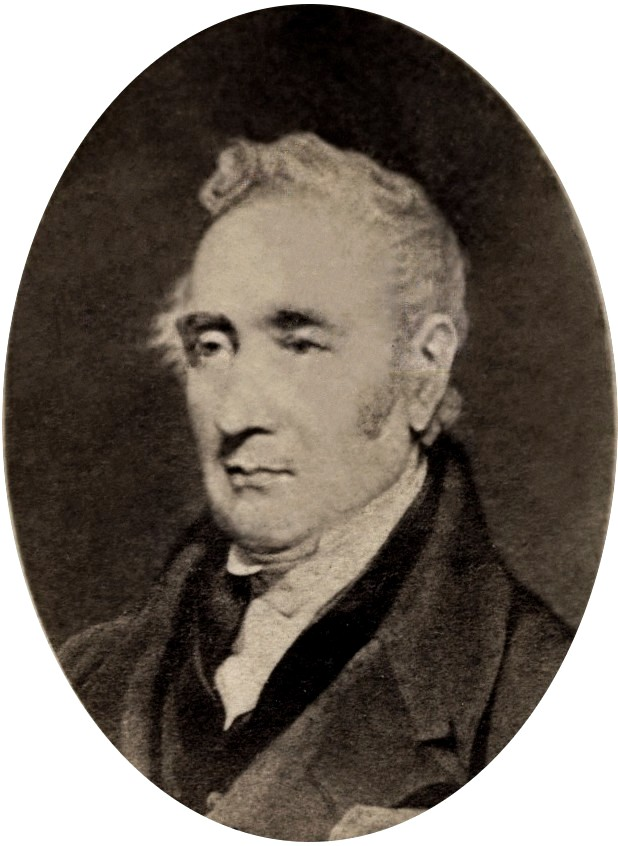
鉄道技術者ジョージ・スチーブンソン(1781-1848)誕生。

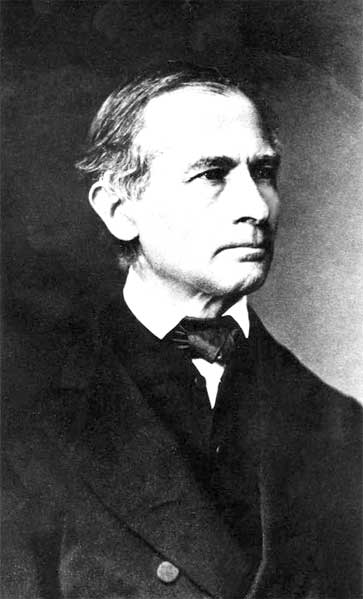
海王星発見者の1人、天文学者ヨハン・ゴットフリート・ガレ(1812-1910)誕生。

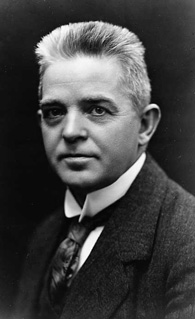
作曲家カール・ニールセン(1865-1931)誕生。

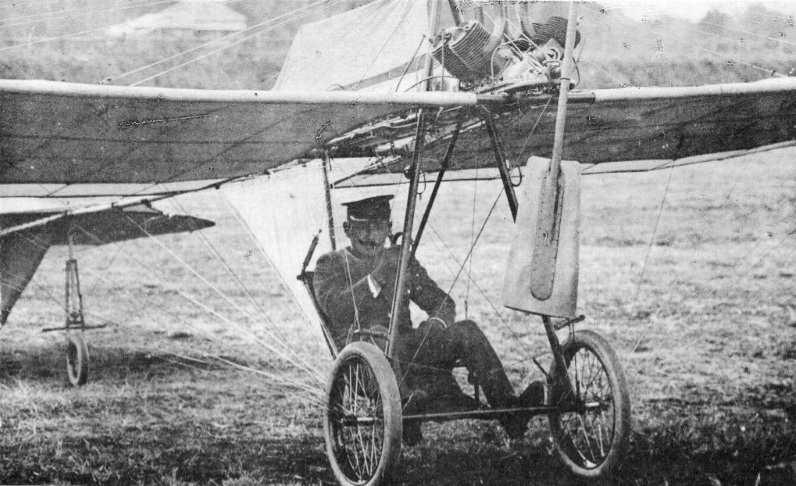
動力機による日本初の飛行に成功した軍人、日野熊蔵(1878-1946)誕生。

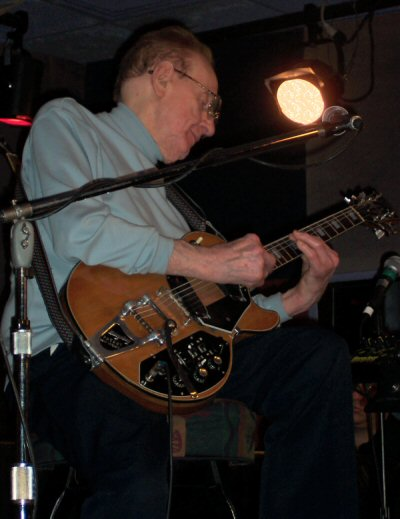
ギタリスト、レス・ポール(1915-2009)誕生。エレキギター「ギブソン・レスポール」の産みの親。

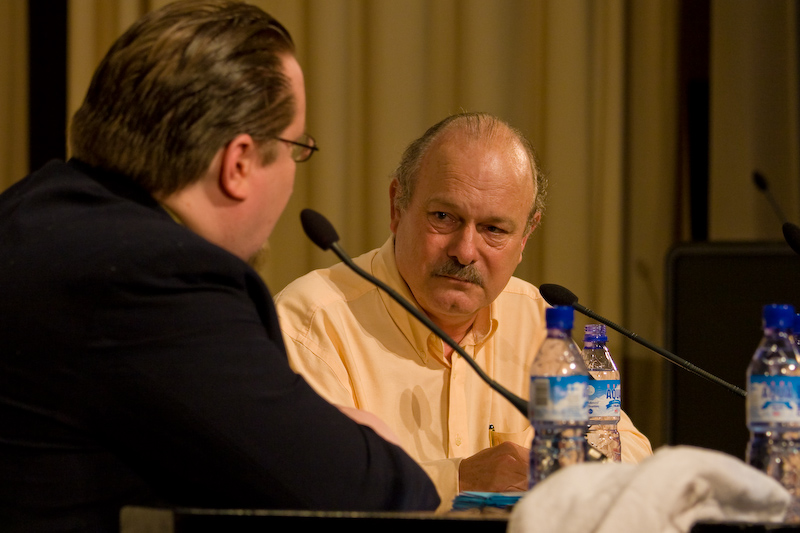
SF作家、ジョー・ホールドマン(1943-)誕生。代表作『終りなき戦い』(1974)

アメリカの女優、ナタリー・ポートマン(1981-)誕生。

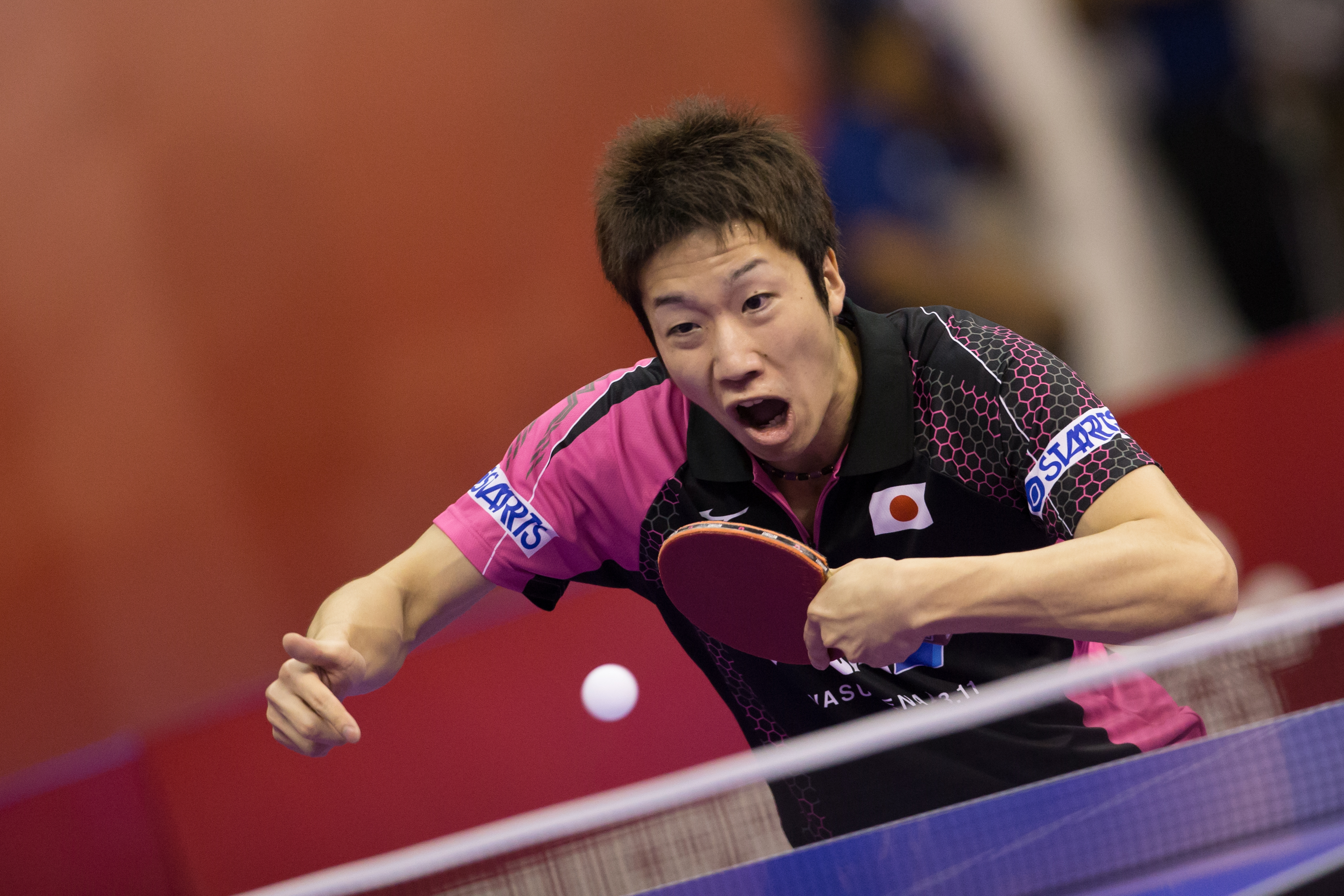
元卓球選手水谷隼(1989-)誕生。2020年東京五輪の混合ダブルスで、日本卓球史上初の金メダルを獲得した。

- 1526年（大永6年4月29日） - 松平広忠、武将、徳川家康の父（+ 1549年）
- 1661年 - フョードル3世、モスクワ大公（+ 1682年）
- 1672年 - ピョートル1世、モスクワ大公、ロシア皇帝（+ 1725年）
- 1690年（元禄3年5月3日） - 間部詮言、鯖江藩主（+ 1724年）
- 1695年（元禄8年4月28日） - 鍋島直堅、鹿島藩主（+ 1728年）
- 1781年 - ジョージ・スチーブンソン、技術者（+ 1848年）
- 1812年 - ヨハン・ゴットフリート・ガレ、天文学者（+ 1910年）
- 1829年 - ガエターノ・ブラーガ、作曲家、チェリスト（+ 1907年）
- 1843年（天保14年5月12日） - 伊東祐亨、日清戦争時の連合艦隊司令長官（+ 1914年）
- 1843年 - ジェームズ・ステプトー・ジョンストン、軍人、牧師、教育者（+ 1924年）
- 1850年 - ヴィルヘルム・ルー、発生学者（+ 1924年）
- 1858年（安政5年4月28日） - 伏見宮貞愛親王、元帥陸軍大将（+ 1923年）
- 1865年 - カール・ニールセン、作曲家（+ 1931年）
- 1865年 - アルベリク・マニャール、作曲家（+ 1914年）
- 1866年（慶応2年4月26日） - 三鬼鑑太郎、政治家、実業家、元岩手軽便鉄道社長（+ 1943年）
- 1867年（慶応3年5月7日） - 石川玄三、政治家（+ 1931年）
- 1878年 - 日野熊蔵、軍人、パイロット（+ 1946年）
- 1885年 - ジョン・エデンサー・リトルウッド、数学者（+ 1977年）
- 1886年 - 武内義雄、東洋学者、中国哲学研究者、東北帝国大学名誉教授（+ 1966年）
- 1886年 - 山田耕筰、作曲家（+ 1965年）
- 1898年 - ルイジ・ファジオーリ、レーシングドライバー（+ 1952年）
- 1906年 - 陸定一、政治家（+ 1996年）
- 1911年 - フランク・マコーミック、プロ野球選手（+ 1982年）
- 1913年 - 倉本信護、プロ野球選手（+ 1983年）
- 1915年 - レス・ポール、ギタリスト、レスポール開発者（+ 2009年）
- 1916年 - 長谷川治、プロ野球選手（+ 1993年）
- 1917年 - エリック・ホブズボーム、歴史家（+ 2012年）
- 1919年 - ジミー・ニューベリー、プロ野球選手（+ 1983年）
- 1923年 - スーザン・ストレンジ、国際政治経済学者（+ 1998年）
- 1923年 - 田英夫、参議院議員（+ 2009年）
- 1925年 - キース・ローマー、小説家（+ 1993年）
- 1926年 - ハッピー・ロックフェラー、アメリカ合衆国のセカンドレディ（+ 2015年）
- 1930年 - 相沢進、プロ野球選手（+ 2006年）
- 1935年 - 西里静彦、行動計量学者、トロント大学名誉教授
- 1936年 - 柳田邦男、ノンフィクション作家
- 1937年 - 吹田俊明、元プロ野球選手
- 1938年 - 竹下光郎、元プロ野球選手
- 1938年 - 徳武定祐、元プロ野球選手（+ 2024年）
- 1939年 - イレアナ・コトルバシュ、ソプラノ歌手
- 1939年 - 内田忠男、国際ジャーナリスト
- 1941年 - ジョン・ロード、ミュージシャン（+ 2012年）
- 1943年 - ジョー・ホールドマン、小説家
- 1945年 - 青木雄二、漫画家、評論家（+ 2003年）
- 1945年 - 飯島忠義、政治家
- 1945年 - 中村宏之、陸上競技指導者、選手（+ 2025年）
- 1946年 - 高橋一三、プロ野球選手（+ 2015年）
- 1947年 - 柴山俊之、ミュージシャン、作詞家
- 1947年 - 六本木じろう、実業家、歌手
- 1948年 - 野村啓司、フリーアナウンサー（+ 2024年）
- 1948年 - 成田昇、元プロ野球選手
- 1949年 - 石井輝比古、元プロ野球選手
- 1950年 - かしわ哲、歌手
- 1950年 - 八木三枝子、馬術選手（+ 2015年）
- 1951年 - 渋谷陽一、音楽評論家（+ 2025年）
- 1951年 - 堂上照、元プロ野球選手
- 1951年 - デーブ・パーカー、元プロ野球選手（+ 2025年）
- 1953年 - 柏葉幸子、児童文学作家
- 1953年 - 椎橋章夫、技術者、元JR東日本メカトロニクス社長
- 1953年 - 小山明宏、経営学者
- 1954年 - グレゴリー・マグワイア、小説家
- 1955年 - 安達和平、舞台俳優
- 1956年 - パトリシア・コーンウェル、推理作家
- 1958年 - くさか里樹、漫画家
- 1959年 - 中塚昌尚、プロ野球選手（+ 没年不詳）
- 1960年 - 古橋一浩、アニメーション監督、演出家
- 1960年 - 小池晃、政治家
- 1961年 - 紫堂恭子、漫画家
- 1961年 - 三浦章宏、ヴァイオリニスト
- 1961年 - マイケル・J・フォックス、俳優
- 1961年 - アーロン・ソーキン、劇作家、脚本家、テレビプロデューサー
- 1962年 - 末広雅洋、実業家、元ビーイング社長
- 1962年 - 佐藤洋、元プロ野球選手
- 1963年 - ジョニー・デップ、俳優
- 1963年 - 片平保彦、元プロ野球選手
- 1964年 - 薬師丸ひろ子、女優
- 1964年 - 高田誠、元プロ野球選手
- 1966年 - 宇乃かつを、ミュージシャン、作曲家、編曲家
- 1968年 - ティワワット・パッタラクンワニット、漫画家、イラストレーター
- 1970年 - 萩原隆、サクソフォーン奏者
- 1971年 - 田川ヒロアキ、ギタリスト
- 1971年 - 北沢伸也、調教助手、元騎手
- 1972年 - 半場友恵、声優
- 1972年 - 有川浩、作家
- 1972年 - 和田哲、編集者
- 1973年 - 岡本克道、元プロ野球選手
- 1973年 - 藤山竜仁、元サッカー選手
- 1973年 - 中村一枝、ラジオパーソナリティ、ナレーター
- 1974年 - 高橋直子、ラジオパーソナリティ
- 1974年 - サモス、ミュージシャン
- 1974年 - 李大振、元プロ野球選手
- 1975年 - 渋谷琴乃、女優
- 1975年 - 中島啓貴、ミュージシャン（元SUPER BELL"Z）
- 1975年 - 石川直、パーカッショニスト
- 1975年 - 原泰久、漫画家
- 1975年 - 武田双雲、書道家
- 1976年 - 内田恭子、アナウンサー
- 1976年 - 十文字友和、元大相撲力士
- 1977年 - 比嘉鈴代、アナウンサー
- 1978年 - ミロスラフ・クローゼ、サッカー選手
- 1978年 - マシュー・ベラミー、ミュージシャン
- 1979年 - 国仲涼子、女優
- 1979年 - 半澤孝平、詩人
- 1979年 - RUKA、ミュージシャン（ナイトメア）
- 1980年 - 植田佳奈[9]、声優
- 1980年 - 加藤真由、タレント
- 1980年 - 熊切あさ美、タレント、グラビアアイドル
- 1980年 - 三枝夕夏、歌手
- 1980年 - 安田剛士、漫画家
- 1980年 - 田中マルシオ敬三、元野球選手
- 1980年 - オルガ・クルジャノフスカヤ、バレーボール選手
- 1981年 - ナタリー・ポートマン、女優
- 1981年 - 麗、ミュージシャン（the GazettE）
- 1981年 - アキラ・レイン、モデル
- 1981年 - 周渝民（ヴィック・チョウ）、歌手（F4）
- 1982年 - 大久保嘉人、サッカー選手
- 1982年 - 藤巻忠俊、漫画家
- 1982年 - 栗城史多、登山家（+ 2018年）
- 1983年 - 宮﨑将、俳優
- 1983年 - さこリッチ、お笑い芸人
- 1983年 - 張洹三、元プロ野球選手
- 1984年 - ユリ・グリエル、プロ野球選手
- 1984年 - ヴェスレイ・スナイデル、サッカー選手
- 1984年 - クリスティーナ・バイアー、フィギュアスケート選手
- 1985年 - スティーヴィー・ホアン、ミュージシャン、音楽プロデューサー
- 1986年 - SWAY、ラッパー、俳優、クリエイター
- 1986年 - 前田俊介、元サッカー選手
- 1987年 - Leda、ギタリスト、ベーシスト、ソングライター、編曲家
- 1987年 - JOE、ソングライター、編曲家、音楽プロデューサー、トラックメイカー
- 1987年 - 山岸愛梨、気象キャスター
- 1987年 - 水野祐希、元プロ野球選手
- 1988年 - 若林舞衣子、プロゴルファー
- 1988年 - 橋爪純、バスケットボール指導者
- 1988年 - 福士佳恵、バスケットボール選手
- 1988年 - 伊藤晋平、元アナウンサー
- 1989年 - 水谷隼、元卓球選手、タレント
- 1989年 - 松島悠衣、実業家
- 1990年 - 三浦一馬、バンドネオン奏者
- 1991年 - 田口千晶、モデル、女優
- 1991年 - 河合莉菜、アナウンサー
- 1990年 - 大田泰示、元プロ野球選手
- 1991年 - 西崎あや、女優
- 1991年 - 田口千晶、タレント、女優
- 1991年 - 葉月あや、グラビアアイドル
- 1991年 - 櫻木千華、バスケットボール選手
- 1992年 - ヤニック・アニエル、競泳選手
- 1992年 - 玉木碧、タレント、キャスター
- 1992年 - 前川恭兵、元プロ野球選手
- 1992年 - トニー・ウォルターズ、プロ野球選手
- 1993年 - 西崎莉麻、女優、タレント
- 1993年 - 栗咲寛子、タレント、女優
- 1993年 - 松田功己、ジャグラー
- 1993年 - ダニエラ・チャクラン (Danielle Chuchran)、女優
- 1994年 - 島津咲苗、アナウンサー
- 1995年 - 横田慎太郎、元プロ野球選手（+ 2023年）
- 1996年 - 駒木結衣、気象キャスター
- 1997年 - 並木瑠璃、歌手、女優
- 1997年 - 結木ゆな、声優
- 1997年 - 橋本梨紗、元バレーボール選手
- 1998年 - 木下春奈、アイドル（元NMB48）
- 1998年 - 吉川洋次、陸上選手
- 1999年 - 清水尋也、俳優
- 1999年 - 大門果琳、元アイドル（元26時のマスカレイド）
- 2000年 - 白坂みあん、元AV女優
- 2000年 - 中村彩賀、CBCテレビアナウンサー
- 2000年 - 中村唯翔、陸上選手
- 2001年 - 西舘昂汰、プロ野球選手
- 2003年 - 込江海翔、子役、俳優
- 2009年 - 阿部絢音、アイドル（Shibu3 project）
- 生年不詳 - 御剣海、女優、宝塚歌劇団星組
- 生年不詳 - 大野佐和、声優
- 生年不詳 - 樺山ミナミ、声優

## 忌日

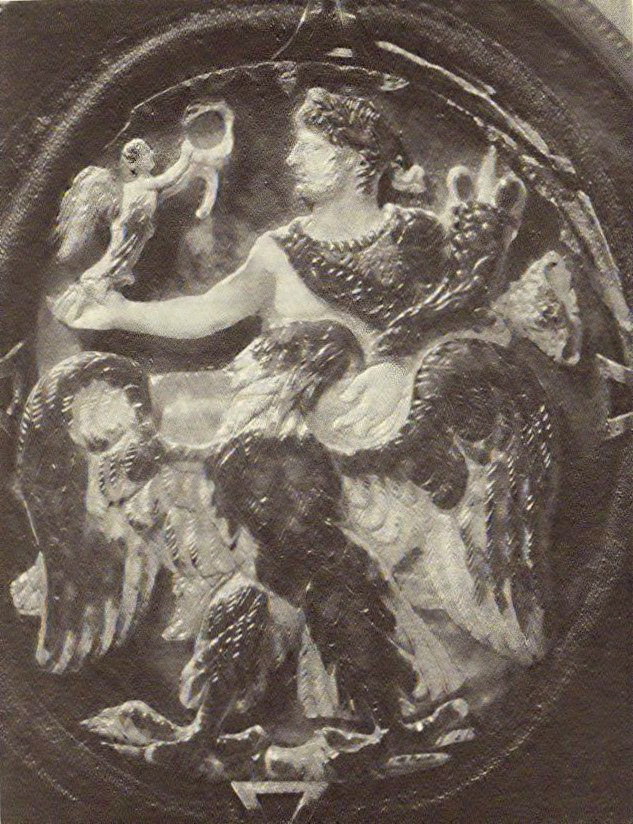
ローマ皇帝ネロ(37-68)自殺。画像はネロの神化。

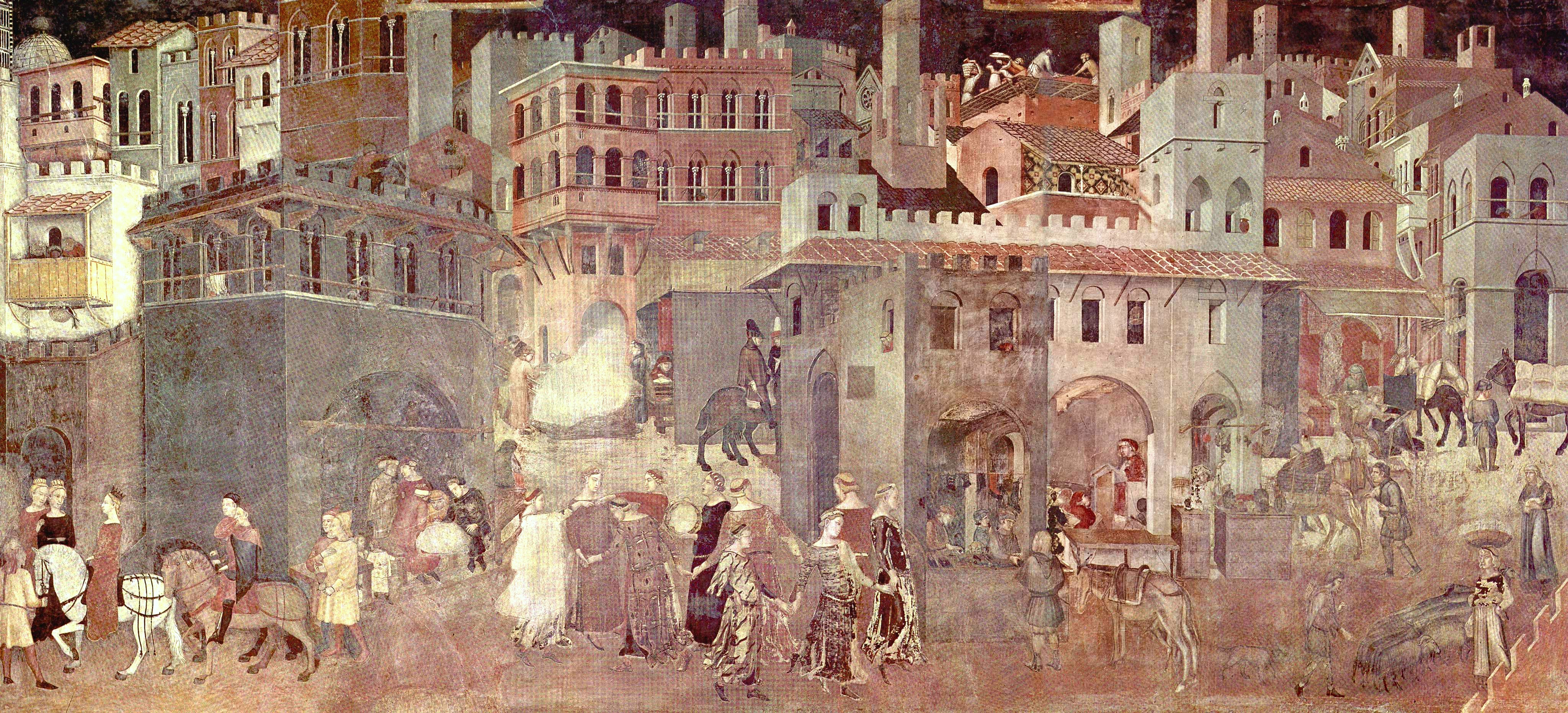
画家アンブロージョ・ロレンツェッティ(-1348)没。画像は『善政の効果』。

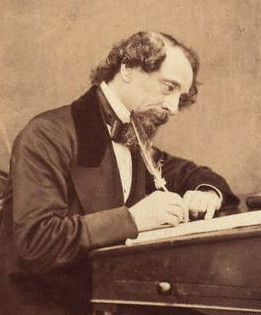
作家チャールズ・ディケンズ(1812-1870)没。

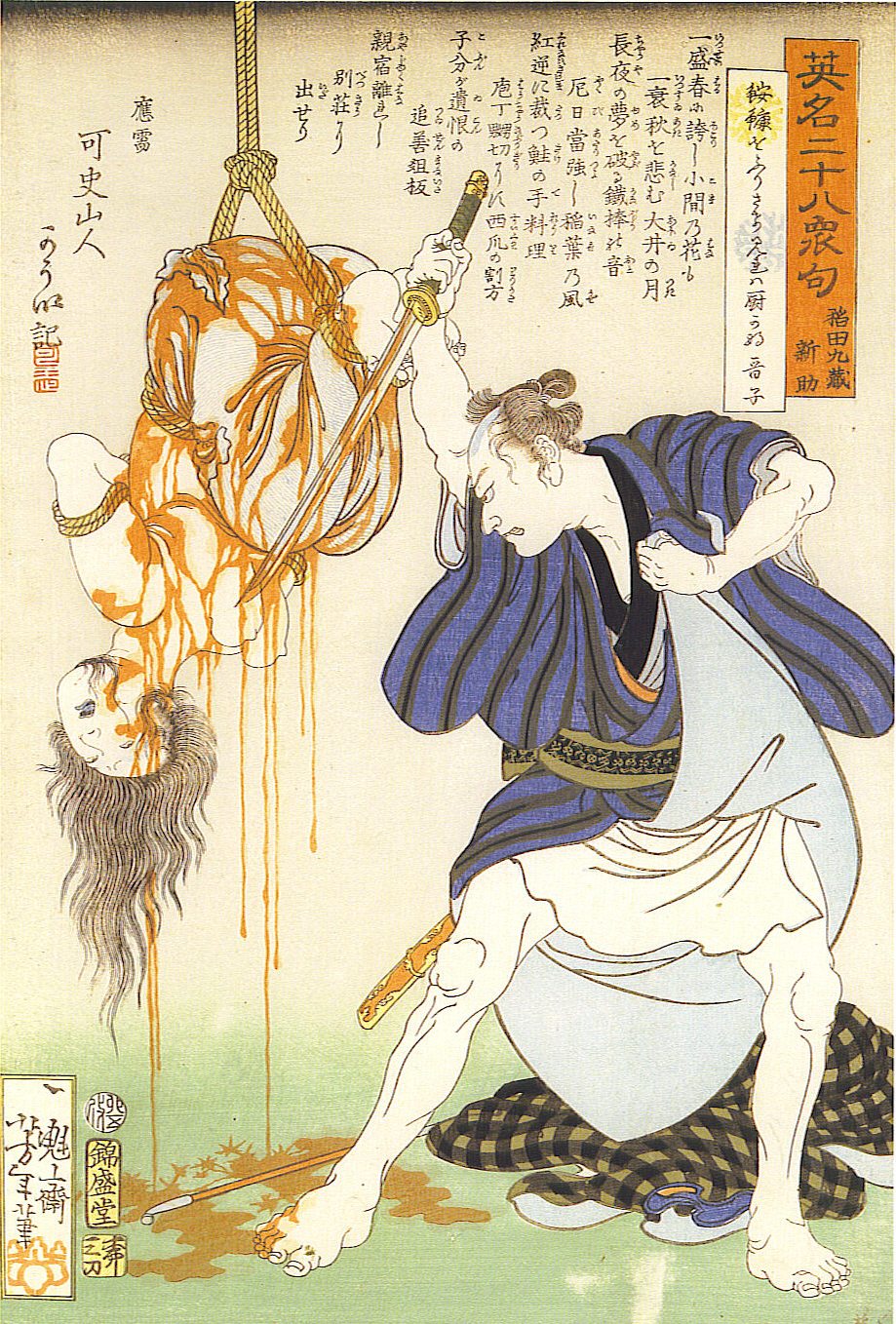
浮世絵師月岡芳年(1839-1892)没。

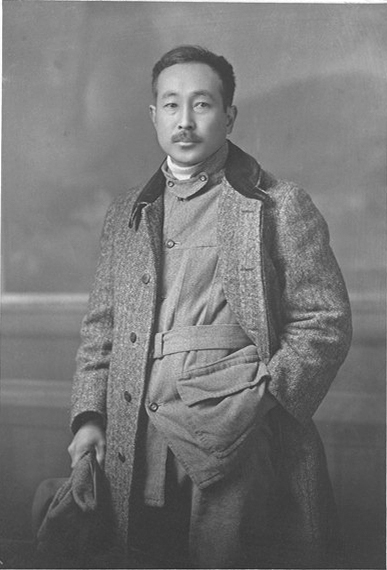
作家有島武郎(1878-1923)、軽井沢の浄月荘で縊死心中。

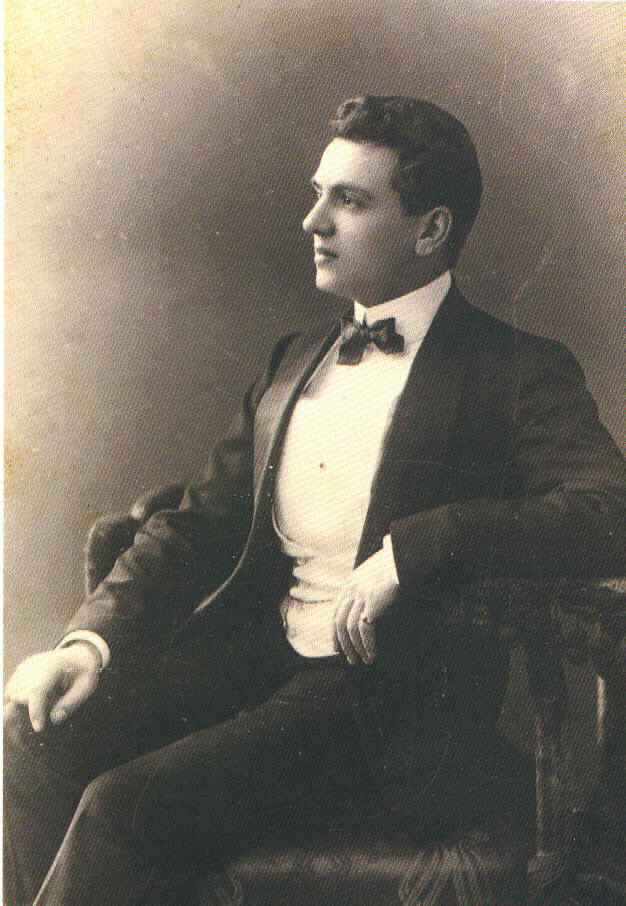
調香師エルネスト・ボー(1881-1961)没。1921年、現在でも高い人気を誇る香水シャネルNo.5を調香した。

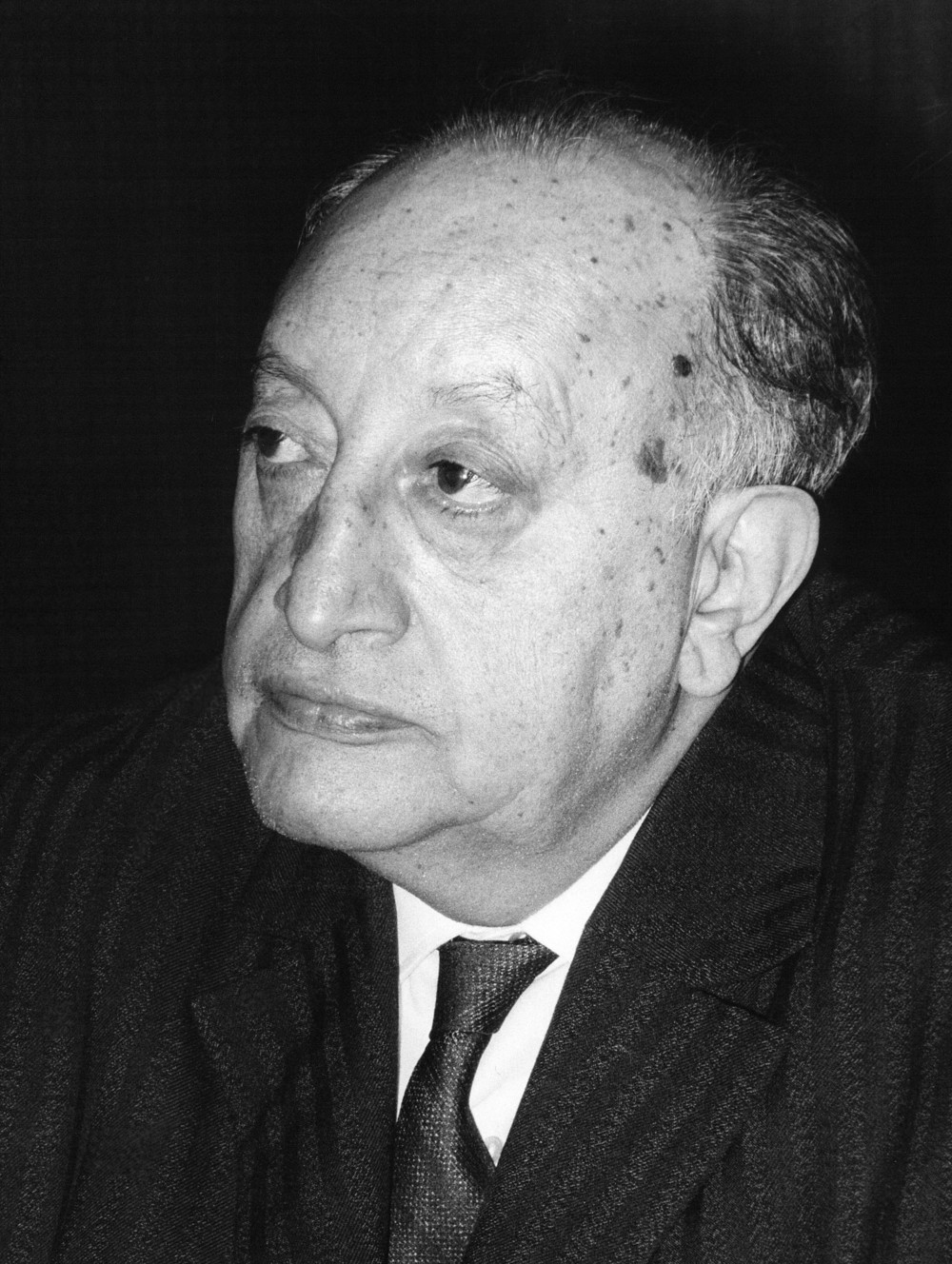
魔術的リアリズムの作家ミゲル・アンヘル・アストゥリアス(1899-1974)没。

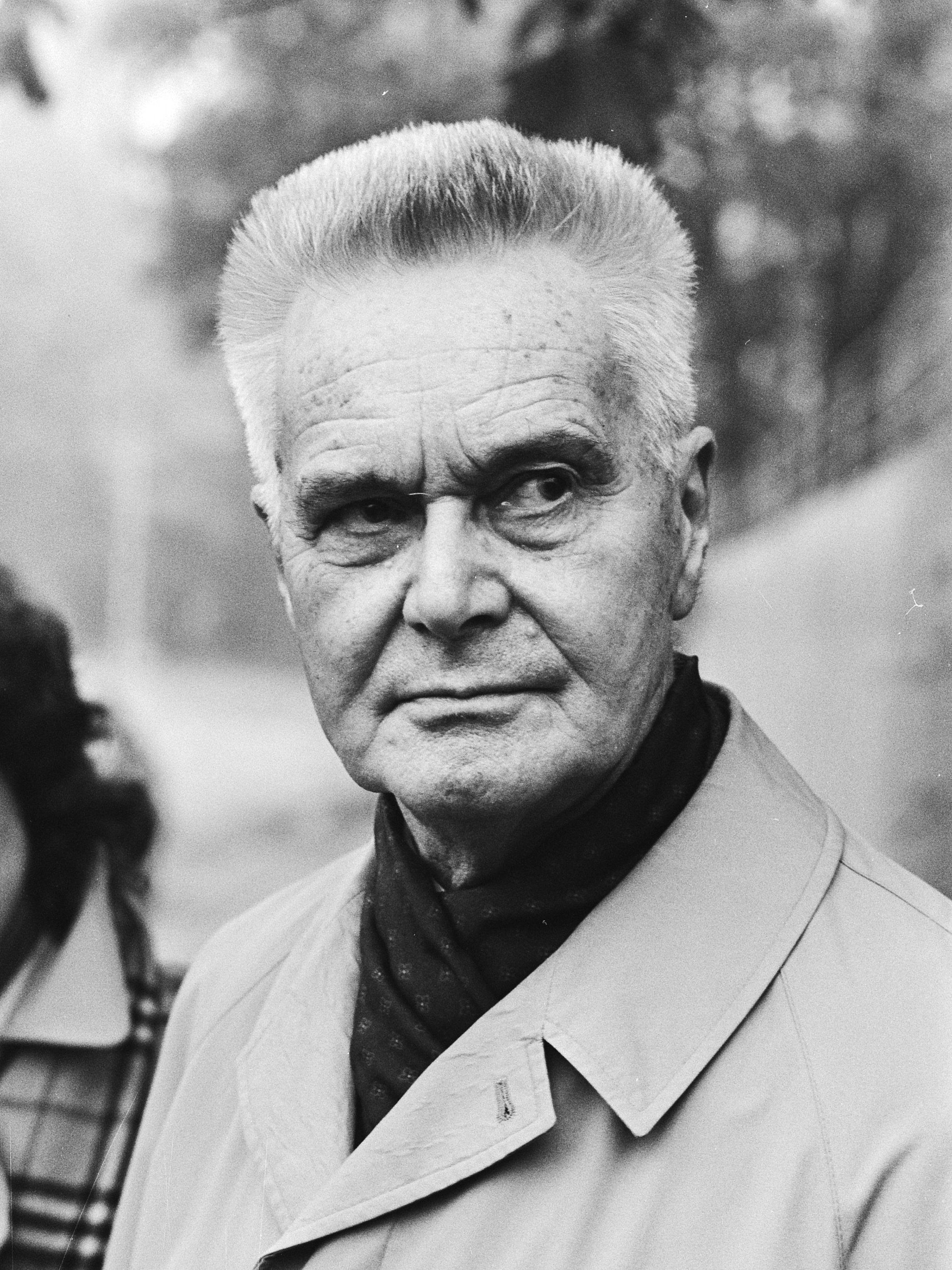
経済学者ヤン・ティンバーゲン(1903-1994)没。ラグナル・フリッシュととも世界初のノーベル経済学賞を受賞。

- 68年 - ネロ、ローマ皇帝（* 37年）
- 373年 - シリアのエフレム、カトリック教会・正教会の聖人（* 306年頃）
- 597年 - コルンバ、カトリック教会・正教会・聖公会・ルーテル教会の聖人（* 521年）
- 1200年（正治2年4月26日） - 安達盛長、鎌倉幕府の御家人（* 1135年）
- 1348年 - アンブロージョ・ロレンツェッティ、画家（* 1290年頃）
- 1407年（応永14年5月4日） - 島津伊久、南北朝時代の武将（* 1347年）
- 1493年（明応2年閏4月25日） - 畠山政長、畠山氏の養子（* 1442年）
- 1572年 - ジャンヌ・ダルブレ、ナバラ王国女王（* 1528年）
- 1656年 - トマス・トムキンズ、作曲家（* 1572年）
- 1717年 - ギュイヨン夫人、神秘家（* 1648年）
- 1754年 - ルイ・カラヴァク、画家（* 1684年）
- 1760年（宝暦10年4月26日） - 大岡忠光、江戸幕府側用人（* 1709年）
- 1820年 - ヴィルヘルミーネ、オラニエ公ウィレム5世の妃（* 1751年）
- 1837年（天保8年5月7日） - 徳川斉位、第5代一橋徳川家当主（* 1818年）
- 1842年 - マリア・ダッレ・ドンネ（英語版）、医師、ボローニャ大学学長（* 1778年）
- 1843年（天保14年5月12日） - 小笠原忠固、第6代小倉藩主（* 1770年）
- 1847年 - ヨハン・クリスティアン・ラインハルト、画家、版画家（* 1761年）
- 1863年 - ドースト・ムハンマド・ハーン、アフガニスタン王（* 1793年）
- 1870年 - チャールズ・ディケンズ、小説家（* 1812年）
- 1892年 - 月岡芳年、浮世絵師（* 1839年）
- 1897年 - アルヴァン・グラハム・クラーク、望遠鏡技術者（* 1832年）
- 1897年 - パーヴェル・パプスト、ピアニスト、作曲家（* 1854年）
- 1921年 - ジャネット・ジェローム、ウィンストン・チャーチルの母（* 1854年）
- 1922年 - ウィリアム・ゴーランド、冶金・化学技術者、考古学者（* 1842年）
- 1922年 - アルベール・バールトソン、画家（* 1866年）
- 1923年 - ヘレナ、イギリスの王族（* 1846年）
- 1923年 - 有島武郎、小説家（* 1878年）
- 1923年 - 波多野秋子、『婦人公論』記者（* 1894年）
- 1931年 - ウィリアム・デニング、天文学者（* 1848年）
- 1933年 - E. M. ラングレー、数学者、ラングレーの問題提唱者（* 1851年）
- 1944年 - 光延東洋、日本海軍の少将（* 1897年）
- 1946年 - ラーマ8世、チャクリー王朝8代目の王（* 1925年）
- 1950年 - 出羽ヶ嶽文治郎、元大相撲力士（* 1902年）
- 1951年 - アドルフ・ブッシュ、ヴァイオリニスト（* 1891年）
- 1958年 - ロバート・ドーナット、俳優（* 1905年）
- 1959年 - アドルフ・ヴィンダウス、化学者（* 1876年）
- 1961年 - カミーユ・ゲラン（英語版）、獣医師、細菌学者、免疫学者、BCG共同開発者（* 1872年）
- 1961年 - エルネスト・ボー、調香師（* 1881年）
- 1961年 - 知里真志保、言語学者（* 1909年）
- 1963年 - ジャック・ヴィヨン、版画家、画家（* 1875年）
- 1964年 - ルイス・グルーエンバーグ、作曲家、ピアニスト（* 1884年）
- 1965年 - 中澤不二雄、野球解説者、パシフィック・リーグ会長（* 1892年）
- 1967年 - 山下太郎、実業家（* 1889年）
- 1968年 - 森清、実業家、政治家、元昭和火薬社長、第13代総理府総務長官（* 1915年）
- 1972年 - 徳岡神泉、日本画家（* 1896年）
- 1974年 - ミゲル・アンヘル・アストゥリアス、小説家（* 1899年）
- 1975年 - 松丸東魚、篆刻家（* 1901年）
- 1976年 - 久板栄二郎、劇作家、脚本家（* 1898年）
- 1977年 - ヘルマン・ホイヴェルス、教育者、宗教家、劇作家（* 1890年）
- 1977年 - 小西得郎、プロ野球監督（* 1896年）
- 1977年 - 雨宮綾夫、物理学者、東京大学名誉教授（* 1907年）
- 1979年 - 荒正人、文芸評論家（* 1913年）
- 1981年 - 川北禎一、銀行家、元日本興業銀行頭取（* 1896年）
- 1984年 - 吉田精一、国文学者（* 1908年）
- 1984年 - 横田郁、銀行家、元日本勧業銀行頭取、第一勧業銀行初代頭取（* 1909年）
- 1985年 - 川口松太郎、小説家（* 1899年）
- 1987年 - モニク・アース、ピアニスト（* 1909年）
- 1989年 - ジョージ・ウェルズ・ビードル、遺伝学者（* 1903年）
- 1990年 - 森八三一、政治家（* 1899年）
- 1991年 - クラウディオ・アラウ、ピアニスト（* 1903年）
- 1992年 - 平岡照章、作曲家（* 1907年）
- 1992年 - 椋尾篁、アニメーション美術監督（* 1938年）
- 1994年 - 堀健夫、物理学者、元北海道大学低温科学研究所所長（* 1899年）
- 1994年 - ヤン・ティンバーゲン、経済学者、ノーベル経済学賞受賞者（* 1903年）
- 1995年 - フランク・チャックスフィールド、イージーリスニング作曲家、指揮者（* 1914年）
- 1995年 - ソイロ・ベルサイエス、元プロ野球選手（* 1939年）
- 1998年 - 円子宏、元プロ野球選手（* 1933年）
- 2000年 - ジョージ・シーガル、彫刻家（* 1924年）
- 2001年 - 望月百合子、評論家（* 1900年）
- 2002年 - 津田久、実業家、第二代住友商事社長（* 1904年）
- 2003年 - ロンブ・カトー、通訳者（* 1909年）
- 2004年 - 瀧澤三郎、実業家、元東洋紡績社長（* 1923年）
- 2004年 - 滝口康彦、小説家（* 1924年）
- 2005年 - 北川弥助、政治家（* 1911年)
- 2005年 - 塚本邦雄、作家（* 1920年）
- 2007年 - ルドルフ・アルンハイム、作家、映画評論家（* 1904年）
- 2007年 - センベーヌ・ウスマン、映画監督、作家（* 1923年）
- 2007年 - 関口清治、元プロ野球選手（* 1925年）
- 2008年 - 石川隆彦、柔道家（* 1917年）
- 2008年 - アルジス・バドリス、SF作家（* 1931年）
- 2008年 - 木下強三、元プロ野球選手、監督（* 1936年）
- 2008年 - 杉原一昭、心理学者、筑波大学名誉教授（* 1937年）
- 2008年 - 向井寛、映画監督（* 1937年）
- 2010年 - マリナ・セミョーノワ、バレエダンサー（* 1908年)
- 2011年 - 川上とも子、声優（* 1970年）
- 2012年 - 深瀬昌久、写真家（* 1934年）
- 2012年 - 及川甲子男、アナウンサー（* 1936年）
- 2013年 - 安西邦夫、実業家、元東京ガス社長（* 1933年）
- 2013年 - 猪口一郎、実業家、元野村不動産社長（* 1933年）
- 2013年 - イアン・バンクス、作家（* 1954年）
- 2013年 - 宮成隆、サッカー選手、指導者（* 1957年）
- 2013年 - 西村昌也、考古学者（* 1965年）
- 2014年 - リック・メイヨール、コメディアン（* 1958年）
- 2014年 - ボブ・ウェルチ、元プロ野球選手（* 1956年）
- 2015年 - 富沢幸男[10]、映画プロデューサー（* 1925年）
- 2015年 - 福田豊彦、歴史学者、東京工業大学名誉教授、国立歴史民俗博物館名誉教授（* 1928年）
- 2015年 - ジェームス・ラスト、作曲家、バンドリーダー（* 1929年）
- 2015年 - 松井章、環境考古学者、動物考古学者（* 1952年）
- 2015年 - ペドロ・セロロ、政治家（* 1960年）
- 2017年 - アダム・ウェスト、俳優、声優（* 1928年）
- 2018年 - ラインハルト・ハーデガン、軍人、政治家、元Uボート艦長（* 1913年）
- 2018年 - 原昌三、造船技術者、アマチュア無線家、馬術選手（* 1926年）
- 2018年 - 川崎清、建築家、京都大学名誉教授（* 1932年）
- 2018年 - 藤井正雄、宗教学者、浄土宗僧侶、大正大学名誉教授（* 1934年）
- 2018年 - フランソワーズ・ボノー、編集技師（* 1939年）
- 2020年 - 大城敬三、実業家、元大和商事会長、馬主（* 1923年）
- 2020年 - アイン・カーレップ（英語版）、詩人、作家（* 1926年）
- 2020年 - 鬼沢正[11]、実業家、元三井建設（現三井住友建設）社長（* 1926年）
- 2020年 - 金昌燮、軍人、政治家（* 1946年）
- 2021年 - ゴットフリート・ベーム、建築家（* 1920年）
- 2021年 - エドワード・デボノ、医師、心理学者、水平思考考案者（* 1933年）
- 2021年 - ジオゴ・コヘア・デ・オリベイラ、サッカー選手（*1983年）
- 2022年 - 菅井基裕、実業家、元阪急電鉄（現阪急阪神ホールディングス）社長（* 1929年）
- 2022年 - ビリー・ビンガム、サッカー選手（* 1931年）
- 2022年 - 興津立雄、プロ野球選手（* 1936年）
- 2022年 - 日森文尋、政治家（* 1948年）
- 2022年 - 升田尚宏、元アナウンサー（* 1966年）
- 2023年 - アラン・トゥーレーヌ、社会学者（* 1925年）
- 2023年 - 平岩弓枝、小説家、脚本家（* 1932年）
- 2023年 - 小田中聰樹、法学者、東北大学名誉教授（* 1935年）
- 2023年 - 川口由一、農家（* 1939年）
- 2024年 - 金光林、詩人（* 1929年）
- 2024年 - 久我美子、女優（* 1931年）
- 2024年 - 住谷春也、ルーマニア文学者（* 1931年）
- 2024年 - 大山綱明、実業家、元官僚（* 1934年）
- 2024年 - 松岡満寿男、政治家、元山口県光市長（* 1934年）
- 2024年 - 關淳一、医師、政治家、第17代大阪府大阪市長（* 1935年）
- 2024年 - 野口武彦、文芸評論家、国文学者、思想史家、作家、神戸大学名誉教授（* 1937年）
- 2024年 - フランク・キャロル、フィギュアスケート選手、指導者（* 1938年）
- 2024年 - リン・コンウェイ、計算機科学者、トランスジェンダー権利活動家（* 1938年）
- 2024年 - ベアタ・マクシモフ、柔道家（* 1967年）
- 2025年 - 石森史郎、脚本家（* 1931年）

## 記念日・年中行事

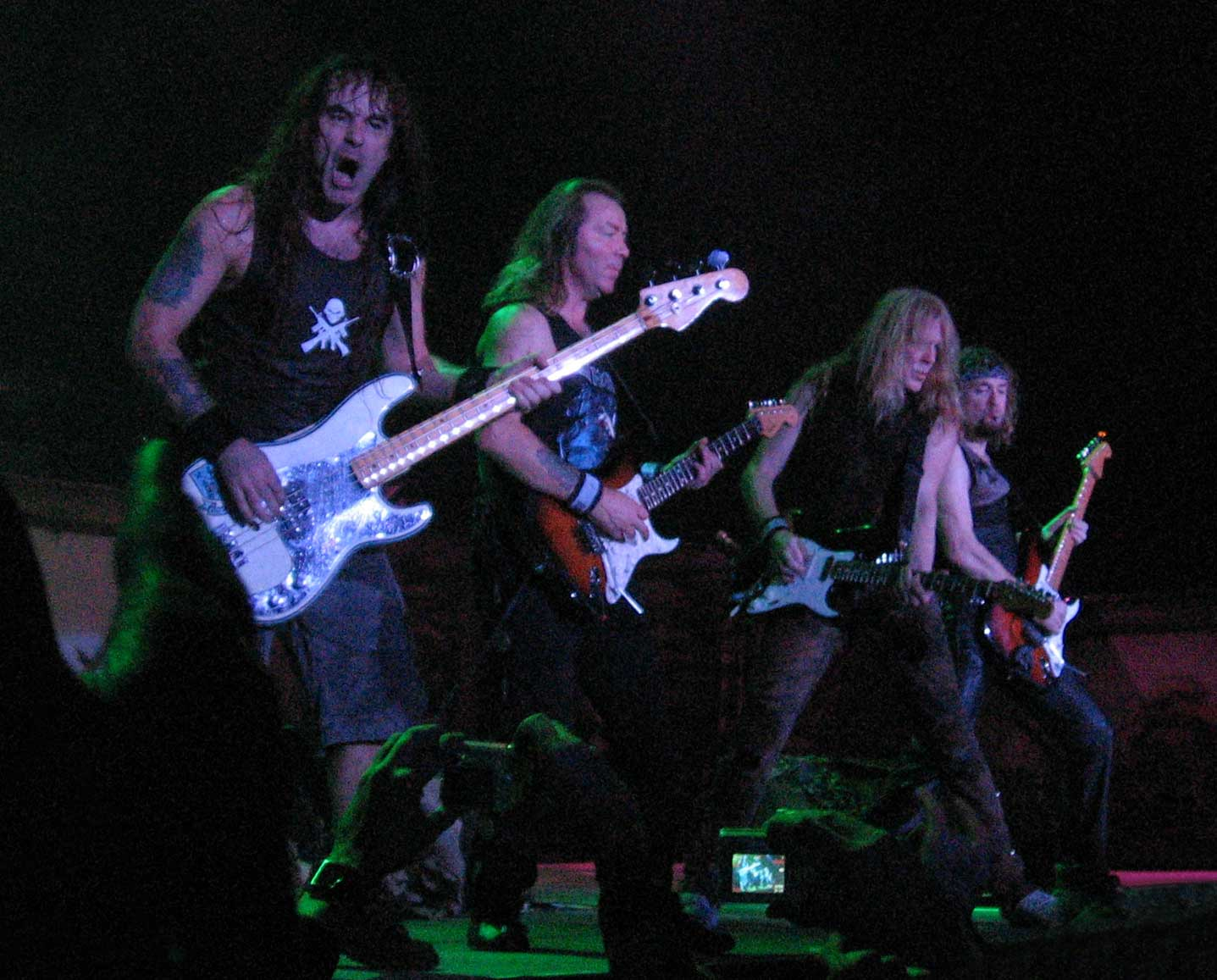
ロックの日。画像はアイアン・メイデンのコンサート

- 鐵路節（ 中華民国）
1887年（光緒13年）のこの日、台北の大稲埕で台湾初となる鉄道の起工が宣言されたことを記念し、1965年に制定された記念日。日本の鉄道の日（10月14日）と同様に、現在は定期運転のない蒸気機関車の復活運転や、車両基地の一般公開などが開催される。
- Heroes' Day（National Heroes' Day）（英語版）（ ウガンダ）
1981年のこの日、ウガンダ内戦において反政府勢力だったエディディアンムキイビルタタマグジが、仲間を守って政府軍に殺害された。1986年、内戦は反政府軍の勝利に終わる。英霊となったエディディアンムキイビルタタマグジとレジスタンスの奮闘を記念し、国民の休日とされた[12]。
- アブドゥッラー国王即位記念日（ ヨルダン）
1999年のこの日のヨルダン現国王アブドゥッラー2世の戴冠を記念。
- まがたまの日（ 日本）
島根県松江市に本拠を置き出雲型まがたまを皇室や出雲大社に献上している株式会社めのやが制定。数字の6と9の形がまがたまの形と似ていることから、この二つの数字を組み合わせた6月9日と9月6日を「まがたまの日」とした[13]。
- ロックアイスの日（ 日本）
千葉県八千代市に本社を置く小久保製氷冷蔵株式会社が制定。ロックアイスの美味しさ、多様な使い方をさらに多くの方に知ってもらうのが目的。日付は6と9で「ロック」の語呂合わせから[14]。
- ゼネラル・オイスターの岩牡蠣の日（ 日本）
株式会社ゼネラル・オイスターが制定。安心で安全で、美味しい岩牡蠣の魅力をより多くの人に知ってもらい、その味を楽しんでもらうのが目的。日付は岩牡蠣の岩=ロック（69）の語呂合わせと、この時期から岩牡蠣の本格的なシーズンが始まることから[15]。
- ロックの日（ 日本）
フリー・マガジン「DiGiRECO（デジレコ）」を発行する株式会社ミュージックネットワークが制定。「ロ(6)ック(9)」の語呂合わせ[16]。
- ロックウールの日（ 日本）
日本ロックウール工業会が1992年に制定。「ロ(6)ック(9)」の語呂合わせ[17]。
- 我が家のカギを見直すロックの日（ 日本）
日本ロックセキュリティ協同組合が制定。「ロ(6)ック(9)」の語呂合わせ。
- 無垢の日（ 日本）
長野県松本市に本社を、愛知県名古屋市に支店を置くプレイリーホームズ株式会社が制定。自然素材志向などのニーズに応えるため、無垢の木材の利用促進を図るのが目的。日付は6と9で「無垢（むく）」と読む語呂合わせから[18]。
- ログホームの日（ 日本）
フィンランドの天然木材を活かす株式会社ホンカ・ジャパンが制定。都市部でも住宅用途で利用が広がるログホームについて多くの人に知ってもらうのが目的。日付は6と9で「ログ」の語呂合わせから[19]。
- サイバー防災の日（ 日本）
LINE株式会社が制定[20]。デジタルデバイスが普及した現代、家の鍵と同様にスマートフォンやパソコン、各種のインターネットサービスのサイバー防災意識を高めて、安全安心な利用を実現してもらうのが目的。日付は6と9を「ロック」と読む語呂合わせから。
- 胸キュンの日（ 日本）
2006年、藤澤恵麻・小池徹平主演の映画「ラブ★コン」のPRのため、映画を制作した松竹が制定。日付は「む(6)ねきゅ(9)ん」の語呂合わせから[21]。
- つボイノリオ記念日（ 日本）
愛知県名古屋市に本社を置くCBCラジオ「つボイノリオの聞けば聞くほど」のスタッフ・リスナーの有志が制定[22]。日付はつボイノリオ氏とリスナーが大切にしているというラッキーナンバーの69から６月９日に。番組25周年の企画で日本記念日協会に申請し、2018年6月8日に正式に認定された。
- 世界感謝デー「感謝69」（ 日本）
人類の感謝力を一気に引き出すお祭りとして2009年に武田双雲が立ち上げた[23][24]。